# 水尾ろむ
水尾 ろむ（みのお ろむ）は、日本の成人向け漫画家、同人作家。女性。

## 概要・人物
女子校出身。同人作家としてのサークル名は「FISH☆DASH」（FISH名義）。
幼少時代からラクガキが好きで、女の子の体を描くのが好き。
学園を舞台設定にした作品が多い。水尾自身は学生時代にはいい思い出はないが、学校という空間はすごく好きで、明るいものからせつないものまで幅広くネタが尽きないとのこと。
趣味はゲーム。しまという名の猫を飼っているが、過去に血尿を出したことがあり、病院代を稼ぐために縁のある編集者に頼み込んで『アクトレス A GO! GO!』を描かせてもらったという経緯がある。アイドルグループ「SPEED」のファンで、締め切り前に大阪公演に行くほど。
親交のある同業者は御形屋はるか、ANKO、なかじしげる、鐘ヶ江しょうこ、木村屋いづみ、かかしあさひろ、路杏るう。かかしとは「かかしー」「ろむ姉さん」と呼び合うほどの仲で、かかしがアシスタントとして助っ人要員になることもしばしばあった。
かかしによると、「強い人」とのこと。かかしのサークルにて水尾が挨拶をしに行ったときには「イケイケ風」でノリがよくすぐにかかしとの親交を深めていった。上記の締め切り前にSPEEDの大阪公演に行く、仕事明けの体力を使い切った状態からカラオケに行き歌いまくる、かかしが手伝うと強制的に連れていくなど豪快な人物であることがわかる。

## 作品リスト
1. 『BODY LINE』（1998年4月発売、フランス書院〈Xコミックス〉、ISBN 4-8296-7788-0）
2. 『TRUE MIND』（1999年7月発売、コアマガジン〈ホットミルクコミックス102〉、ISBN 4-87734-277-X）
3. 『School Days』（2000年5月25日発売、ヒット出版社〈セラフィンコミックス〉、ISBN 4-89465-121-1）
  - 『School Days』 （2004年2月10日発売、茜新社〈TENMA COMICS J〉、ISBN 4-87182-637-6）
4. 『Cute Stars』（2002年4月発売、シュベール出版〈零式コミックス〉、ISBN 4-88332-246-7）